# Trương Vĩ
Trương Vĩ (tiếng Trung giản thể: 张伟, bính âm Hán ngữ: Zhāng Wěi, sinh năm 1970, người Hán) là doanh nhân, chính trị gia nước Cộng hòa Nhân dân Trung Hoa. Ông là Ủy viên dự khuyết Ủy ban Trung ương Đảng Cộng sản Trung Quốc khóa XX, hiện là Bí thư Đảng tổ, Chủ tịch Tập đoàn Mạng lưới đường ống dầu khí Quốc gia. Ông từng là Phó Bí thư Đảng ủy, Tổng giám đốc của 2 tập đoàn gồm Tập đoàn Dầu khí Trung Quốc và Tập đoàn Hóa chất Trung Quốc.
Trương Vĩ là đảng viên Đảng Cộng sản Trung Quốc, học vị Cử nhân Hóa sinh, EMBA, chức danh Cao cấp công trình sư. Ông có sự nghiệp đều công tác trong các xí nghiệp nhà nước, tập trung về ngành hóa dầu Trung Quốc.

## Xuất thân và giáo dục
Trương Vĩ sinh vào năm 1970 tại Cộng hòa Nhân dân Trung Hoa. Vào năm 1986, ông thi cao trung và đỗ Đại học Thanh Hoa, tới Bắc Kinh nhập học hệ hóa công sinh vật từ tháng 9 cùng năm, tốt nghiệp cử nhân chuyên ngành hóa sinh vào tháng 7 năm 1992. Sau đó, ông tiếp tục thi và đỗ chương trình nghiên cứu sinh toàn thời gian ở Thanh Hoa, nhận bằng Thạc sĩ Kỹ thuật hóa sinh vào tháng 4 năm 1995. Ông từng theo học cao học ở Trường Kinh doanh quốc tế Trung Âu được liên kết bởi Trung Quốc và Liên minh châu Âu, kết nối cùng Đại học Giao thông Thượng Hải, nhận bằng Thạc sĩ Điều hành cấp cao (EMBA). Trương Vĩ được kết nạp Đảng Cộng sản Trung Quốc vào năm 1992 khi là sinh viên năm cuối của Thanh Hoa.

## Sự nghiệp
Tháng 5 năm 1995, sau 7 năm học ở Thanh Hoa, Trương Vĩ được nhận vào Công ty Phân bón Sinofert, một xí nghiệp nhà nước về phân bón đặt trụ sở ở Bắc Kinh, công tác liên tục ở đây 10 năm 1995–2005 rồi trở thành Phó Giám đốc công ty này vào tháng 1 năm 2001. Đến tháng 6 năm 2001, ông được điều sang công ty mẹ của Sinofert là Tập đoàn Hóa chất Trung Quốc Sinochem, phân về một công ty con là Công ty hữu hạn Thực nghiệp quốc tế Trung Hóa làm Phó Giám đốc, đến cuối năm thì tiếp tục chuyển sang một công ty con khác của Sinochem là Công ty hữu hạn Dầu Đạo Đạt Trung Hóa làm Giám đốc. Giữa năm 2007, Tập đoàn Hạt giống Trung Quốc (China Seed) được sáp nhập vào Sinochem, Trương Vĩ được điều tới đây làm Bí thư Đảng ủy, Tổng giám đốc tập đoàn, được gần 2 năm thì trở lại trụ sở Sinochem làm Trợ lý Tổng giám đốc, kiêm Trợ lý Tổng giám đốc Công ty hữu hạn cổ phần Trung Hóa Trung Quốc, công ty holding quản lý của Sinochem. Cuối năm 2011, ông được bổ nhiệm làm Phó Tổng giám đốc Sinochem, Thành viên Đảng tổ của tập đoàn. Trong thời gian này, ông được luân chuyển kiêm nhiệm các vị trí khác như Phó Tổng giám đốc Sinochem Holding từ tháng 4 năm 2012, rồi Đồng sự, Tổng giám đốc từ tháng 1 năm 2015; bên cạnh đó, ông là Bí thư Đảng ủy, Tổng giám đốc Công ty hữu hạn khai phát thăm dò Dầu khí Sinochem, Chủ nhiệm Trung tâm Dầu mỏ Sinochem, và Bí thư Đảng ủy, Tổng giám đốc Công ty hữu hạn Dầu mỏ Sinochem từ tháng 9 năm 2016. Tháng 11 năm 2016, Trương Vĩ được bổ nhiệm làm Đồng sự, Phó Bí thư Đảng tổ, Tổng giám đốc Sinochem.
Cuối năm 2018, sau hơn 20 năm công tác ở Sinochem và đi lên từ nhân viên cho đến khi trở thành tổng giám đốc, Trương Vĩ được điều tới Tập đoàn Dầu khí Quốc gia Trung Quốc (CNPC) làm Đồng sự, Phó Bí thư Đảng tổ, Tổng giám đốc. Sau đó nửa năm, vào tháng 6 năm 2019, ông được điều chuyển làm Phó Chủ tịch PepeChina Holding, công ty holding của Tập đoàn Mạng lưới đường ống Dầu khí Quốc gia (PepeChina), kiêm Tổ trưởng Tổ Trù bị chuẩn bị bổ nhiệm ở tập đoàn này. Đến tháng 11 cùng năm, ông trở thành Bí thư Đảng tổ, Chủ tịch PepeChina. Cuối năm 2022, ông tham gia Đại hội Đảng Cộng sản Trung Quốc lần thứ XX từ đoàn đại biểu xí nghiệp trung ương. Trong quá trình bầu cử tại đại hội, ông được bầu là Ủy viên dự khuyết Ủy ban Trung ương Đảng Cộng sản Trung Quốc khóa XX.